# NGC 3256B
NGC 3256B је спирална галаксија у сазвежђу Једра која се налази на NGC листи објеката дубоког неба.
Деклинација објекта је - 44° 24' 12" а ректасцензија 10h 29m 1,1s. Привидна величина (магнитуда) објекта NGC 3256 износи 13,0 а фотографска магнитуда 13,8. NGC 3256B је још познат и под ознакама ESO 263-39, MCG -7-22-14, IRAS 10268-4408, PGC 30867.